# Colotis doubledayi
The Doubleday's Tip or Doubleday's Orange (Colotis doubledayi)là một loài bướm thuộc họ Pieridae. Nó được tìm thấy ở the Afrotropic ecozone.
Sải cánh dài 32–40 mm in males and 34–45 mm in females. The adults have two broods từ tháng 9 đến tháng 10 and tháng 4 đến tháng 5.
The larva feed on Maerua schinzii.

## Phụ loài
The following subspecies are recognised:
- C. v. doubledayi
- C. d. angolanus Talbot
- C. d. flavus